# Гамора
Гамо́ра (англ. Gamora) — персонаж комиксов издательства Marvel Comics. Гамора — приёмная дочь суперзлодея Таноса, член команды «Стражи Галактики», последняя из представителей своего вида, а также любовный интерес Питера Квилла. Обладает сверхчеловеческой физической силой, ловкостью и исцеляющим фактором. Кроме «Стражей Галактики», Гамора состояла в объединении «Хранители Бесконечности».
С момента своего появления в комиксах, персонаж был адаптирован в телесериалах, видеоиграх и игрушках. Зои Салдана исполнила роль Гаморы в фильмах «Стражи Галактики» (2014), «Стражи Галактики. Часть 2» (2017) и «Мстители: Война бесконечности» (2018), а также играет версию Гаморы из альтернативной временной линии в фильмах «Мстители: Финал» (2019) и «Стражи Галактики. Часть 3» (2023), которые входят в медиафраншизу «Кинематографическая вселенная Marvel» (КВМ).

## История публикации
Гамора была создана Джимом Старлином и впервые появилась в издательстве Strange Tales № 180 (1975). Позже появляется в выпуске № 181, и в выпусках № 9-15 Warlock vol. 1 (1975—1976), а в 1977 году — в выпусках Avengers и Marvel Two-in-One.
В 1990 году возвращается в Silver Surfer vol. 3 № 46-47. Гамора имеет небольшую роль в Infinity Gauntlet № 1-6 (1991) и играет одну из главных ролей в Warlock and the Infinity Watch № 1-42 (1992—1995). Также была показана в кроссоверах Infinity War (1992) и Infinity Crusade (1993). После появления в Infinity Abyss № 1-6 (2002), Annihilation: Ronan № 1-4 (2006), Annihilation № 1-6 (2006) и Nova vol. 4 № 4-12 (2007—2008) Гамора становится одним из главных персонажей в Guardians of the Galaxy vol. 2 № 1-25 (2008—2010). Она играет маленькую роль в The Thanos Imperative № 1-6 (2010).
Гамора вместе с другими Стражами появляется в выпусках 4-8 Avengers Assemble (2012). Так же станет героиней Guardians of the Galaxy vol. 3, являющейся частью серии Marvel NOW!

## Силы и способности
Гамора не наделена суперспособностями, однако благодаря вживлённому в скелет сверхлёгкому металлу её сила и выносливость многократно превосходят человеческие. Помимо этого, Гамора является непревзойденным мастером всех единоборств и прекрасно разбирается в огнестрельном и холодном оружии, новейших инженерных разработках и компьютерных технологиях — всё это делает Гамору одной из самых опасных женщин в галактике.

## Вне комиксов

### Телевидение
- Гамора появляется в мультсериале «Серебряный Сёрфер» в сериях «Окольный путь к знанию: Часть 2», «Антитело» и «Радикальное правосудие». В этом сериале она никак не связана с Таносом, а выступает как предводительница «Странников» (объединённого космофлота жителей планет, уничтоженных Галактусом). Её родная планета тоже погибла, когда она была ещё ребёнком: с тех пор она ненавидит и Галактуса, и Серебряного Сёрфера. Изначально её озвучила Мэри Лонг, позднее — Элисон Сили-Смит.
- Гамора, озвученная Никой Футтерман, выступает одним из постоянных персонажей в мультсериале «Стражи Галактики» 2015 года. Помимо этого, Гамора в составе Стражей появляется в других мультсериалах из той же мультивселенной: «Совершенный Человек-паук», «Мстители, общий сбор!» и «Халк и агенты У.Д.А.Р.».
  - В других мультсериалах визуальный образ Гаморы, как и у остальных Стражей, более соответствует их прообразам из комиксов, в то время как в собственном мультсериале персонажи соответствуют своим прототипам из одноимённого фильма.

### Кино
- Зои Салдана исполнила роль Гаморы в фильме «Стражи Галактики» 2014 года, являющегося частью кинематографической вселенной Marvel.
- Она повторила свою роль в фильмах «Стражи Галактики. Часть 2», «Мстители: Война бесконечности» и «Мстители: Финал». В фильме «Мстители: Война Бесконечности» раскрывается прошлое Гаморы (маленькую Гамору озвучивает Ариана Гринблатт), в том же фильме она погибает.
- В фильме «Мстители: Финал» Мстители путешествуют во времени, чтобы отменить действия Таноса. Гамора из прошлого, всё еще в союзе со своим отцом, попадает в наши дни. Небула из настоящего противостоит Небуле из прошлого и убеждает Гамору сражаться вместе с Мстителями и их союзниками против Таноса и его армии. Квилл-Звёздный Лорд встречает Гамору, он обрадован её возвращению, но её прошлое «я» не принимает его, поскольку Гамора из прошлого не встречала его раньше. Когда Тони Старк успешно побеждает Таноса, используя против него Камни бесконечности, Гамора выживает и уходит после битвы. Когда Стражи Галактики с Тором готовятся покинуть Землю, Звёздный Лорд пытается найти Гамору по данным в бортовом компьютере.

### Игры
- Является персонажем игры «Marvel: Contest of Champions»
- Является персонажем игры «Marvel Heroes 2016»
- Является играбельным персонажем в игре Marvel Future Fight
- Появляется в Lego Marvel Super Heroes и в её продолжении.
- Гамора является одним из протагонистов в игре Marvel’s Guardians of the Galaxy: The Telltale Series.